# Ишеевы
Ишеевы — татарский, а позднее русский княжеский род (позже утративший титул).
Происходит от внука князя Акчуры, князя Ишея мурзы Барашева, через его сына Исенея мурзу. Внуки последнего  князь Иван Алмакаевич и князь Иван (Ибрагим) Алеевич крестились и были стольниками (1690—1692). Мусульманское потомство князя Ишея Барашева неизвестно.
Ишей мурза Барашев за свою 35-летнюю службу 27 октября 1607 г. он был пожалован княженьем над конялской мордвой грамотой царя Василия Шуйского, а 18 мая 1613 г. данная грамота была подтверждена царем Михаилом Федоровичем.
… царь и великий князь Василей Иванович… пожаловали есми темниковского Ишея-мурзу Барашева княженьем… Служил де он наши великие службы 35 лет… а дед его князь Акчура был пожалован княженьем на суконяльскую мордву, а после деда его тем княженьем был пожалован брат его двоюродный князь Сатай Кулаев сын Акчурин, и брата де его князя Сатая не стало, а детей после его не осталось… И мы, великий государь царь и великий князь Василей Иванович всеа Русии, по челобитью крымского царя послов, за его Ишееву, к нам службу и за полон и за вести пожаловали, велели ему, Ишею Барашеву, деда и брата его князя Сатая княженье дати…